# Peridot (ásvány)
A peridot vagy krizolit a szilikátásványok közé tartozó olivinsor ásványainak zöld színű drágakőváltozata. Összetétele közelebb áll a forsterithez, mint a fayalithoz, azaz valamelyest több benne a magnézium, mint a vas.

## Etimológiája
A peridot kifejezés valószínűleg az arab ’’faridat’’ szóból származik, melynek jelentése "ékkő". A krizolit a görög ’’krüszosz’’ "arany" és a ’’lithosz’’ "kő" szavakból származtatható.

## Megjelenése
A peridot egyike azon kevés drágaköveknek, melyeknél az előforduló szín csak egy színt jelent: alapvetően ez az olajzöld szín. Zöld színének intenzitása azonban attól függ, hogy mennyi vasat tartalmaz a kristály szerkezete. Így az egyes peridot drágakövek színe a sárga-zöld színűtől kezdődően az olajbogyó színűn át a zöld, barnás-zöld színig változhat. A legértékesebbnek a sötét, olajzöld színváltozat tekinthető.

## Összetéveszthető más drágakövekkel
Néha előfordul, hogy a smaragddal és egyéb zöld drágakövekkel összetévesztik. George Frederick Kunz neves etimológus hívta fel a figyelmet arra, hogy számos egyházi kincsben szerepel tévesen peridot smaragd helyett. Nevezetesen Németországban, a kölni dómban őrzött "Háromkirályok" kincs készítői is valószínűleg összetéveszthették a peridotot a smaragddal.

## Előfordulása

### Földtani előfordulás
A peridot gyakori ásvány a magmatikus kőzetekben. Gyakran fordul elő mafikus és ultramafikus kőzetekben, illetve lehet találkozni vele a megszilárdult lávában valamint a köpeny peridotit kőzeteiben is.

### Előfordulás gyakorisága
Az olivincsoportba tartozó ásványok általában igen sokfelé fellelhetőek és rendszerint gyakoriak, de a drágakő minőségű peridot nagyon ritka.

## Lelőhelyek
A peridotot bányásszák  Ausztráliában,  Brazíliában,  Dél-Afrikában, az Amerikai Egyesült Államokban (a következő szövetségi államokban:  Észak-Karolina, az arizonai San Carlos térsége, Hawaii, Nevada és Új-Mexikó),  Kenyában,  Kínában,  Mexikóban,   Minmarban,  Norvégiában, Pakisztánban,  Srí Lankán, Szaúd-Arábiában, Tanzániában.
Magyarországon a bazalthegyekben a Medves-fennsíkon és a Tapolcai-medencében fordul elő.

### Egyiptom
Számos antik ékszerben lévő peridot származik az ókori Egyiptomból. A 18. század végén és a 19. század elején sok egyiptomi lelet és ornamentika esett áldozatul ama pusztításnak, melynek során a kinyert drágaköveket ékszerekben használták fel újra. Kutatások feltárták, hogy az antik ékszerekben található ékkövek túlnyomó többsége egyiptomi, de a bánya azaz az eredeti lelőhely ahonnan az egyiptomi peridotok származnak még továbbra is ismeretlen.

### Meteoritok
Néhány esetben peridot kristályokat sikerült kinyerni pallazit meteoritokból. Egy híres pallazit meteoritot 2008 áprilisában árverésre bocsátottak 3 000 000 dollár kikiáltási áron a Bonhams aukciós ház kínálatában, de az eladatlan maradt. A peridot az egyetlen drágakő, mely meteoritokban gyakran felbukkan, mint kőzetalkotó.

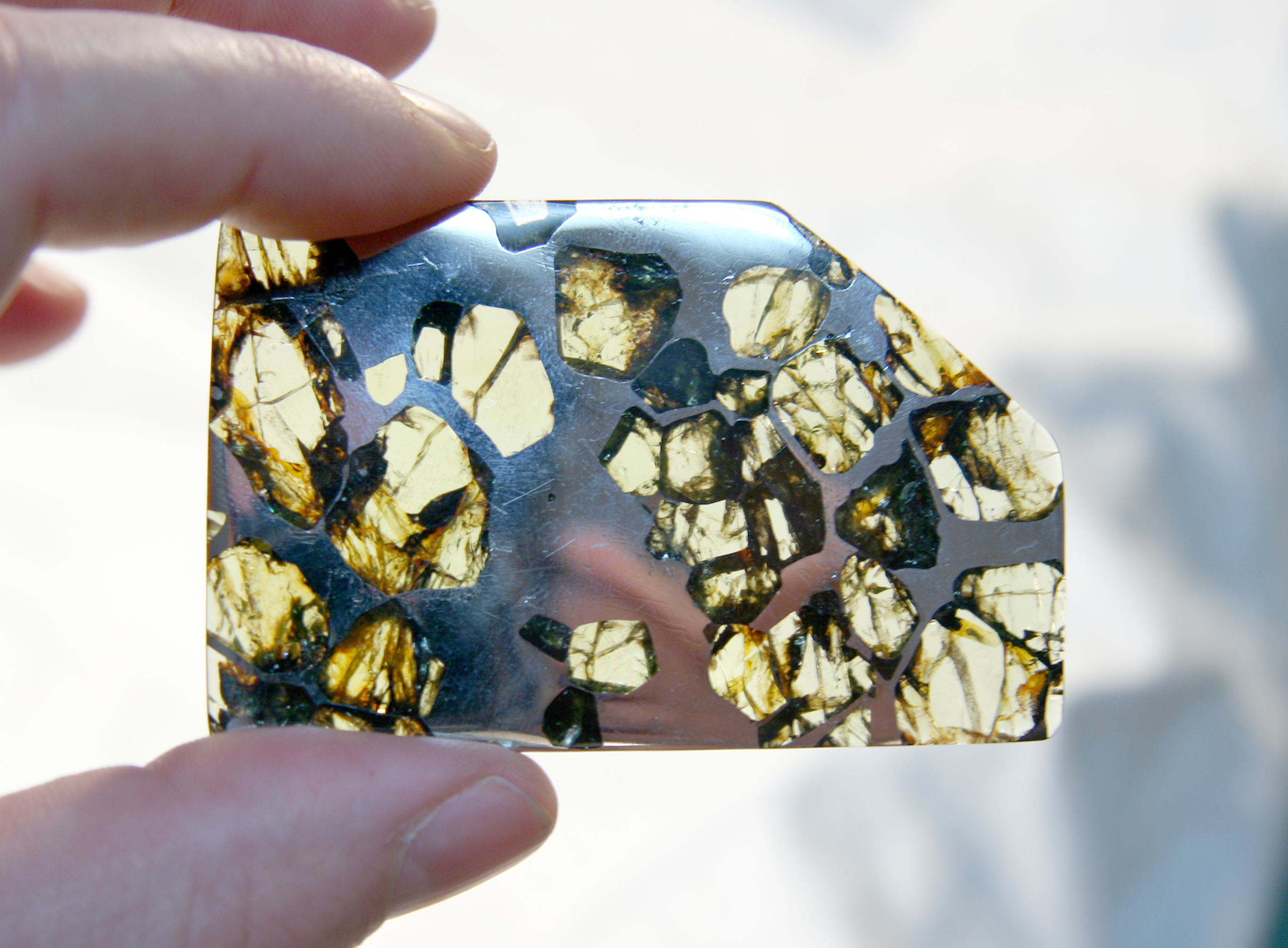
Peridot kristályok egy pallazit meteoritba zárva.

## Rekordok
A legnagyobb csiszolt peridot egy 310 karátos (62 grammos) kő, amely jelenleg a Smithsonian Intézetben van kiállítva (Washington, DC).

## Gyógyító hatása
A spiritualitást elfogadók szerint a kő elfeledteti a gondokat és tisztító hatást tulajdonítanak neki. Van olyan nézet, hogy csillapítja a féltékenységet, a sértődöttséget és a haragot. Állítólag elősegíti a szövetek regenerálódását, erősíti az anyagcserét és a bőrre jótékony hatást gyakorol.

## Galéria

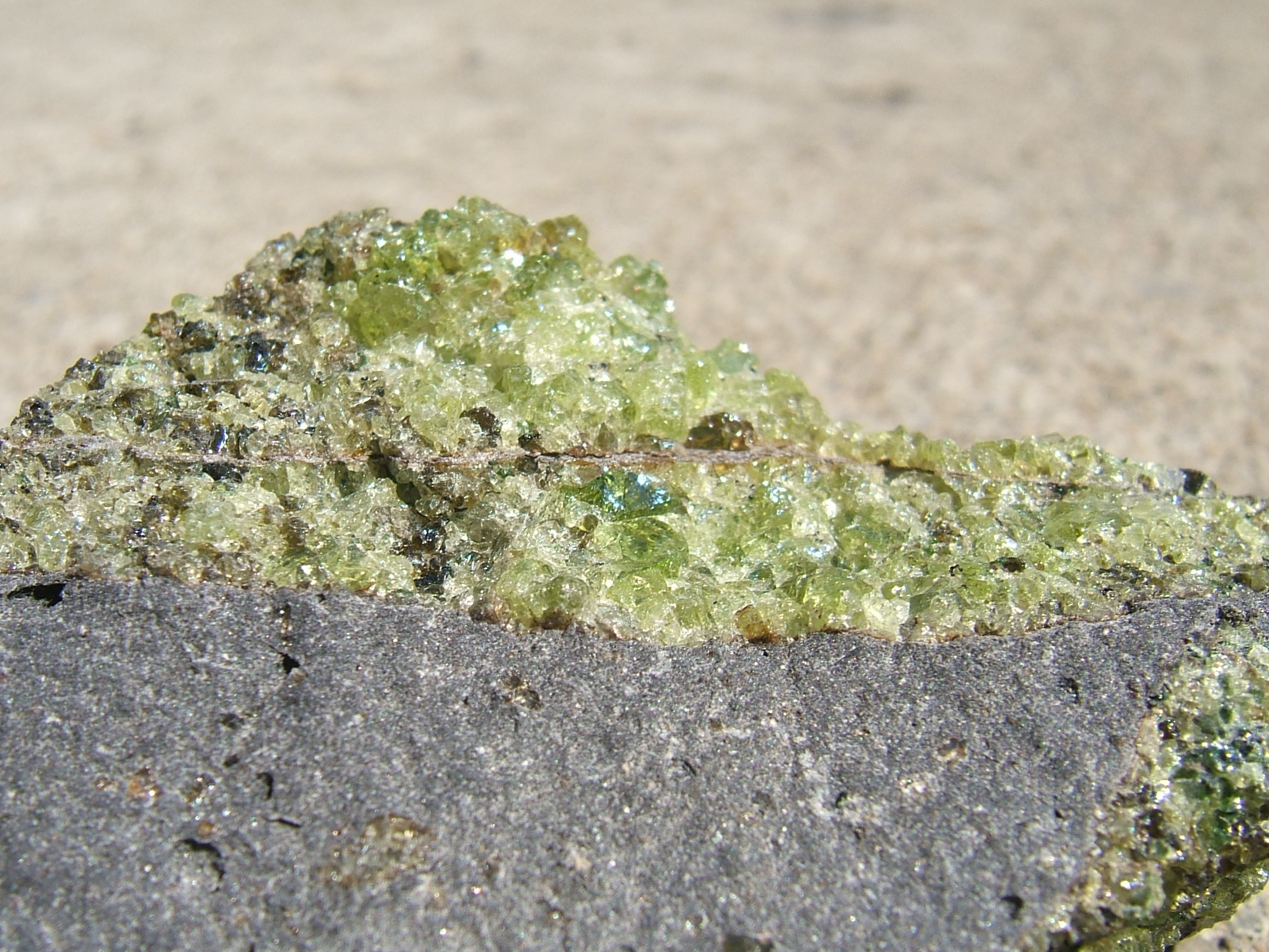
Peridot, kevés piroxén és bazalt. (látómező = 35 mm)
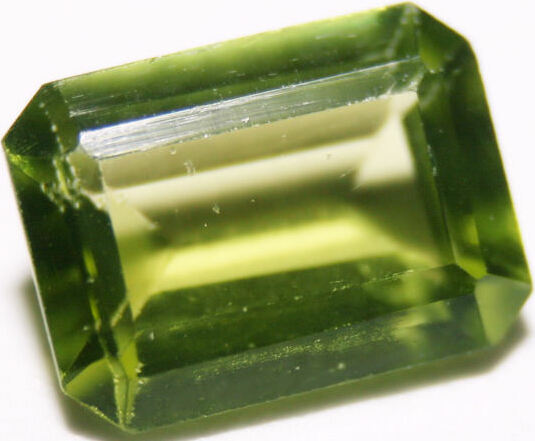
Olajzöld peridot
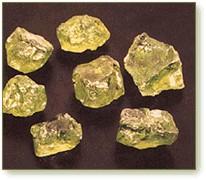
Peridot a San Carlos apacs rezervátumból (USA, Arizona).
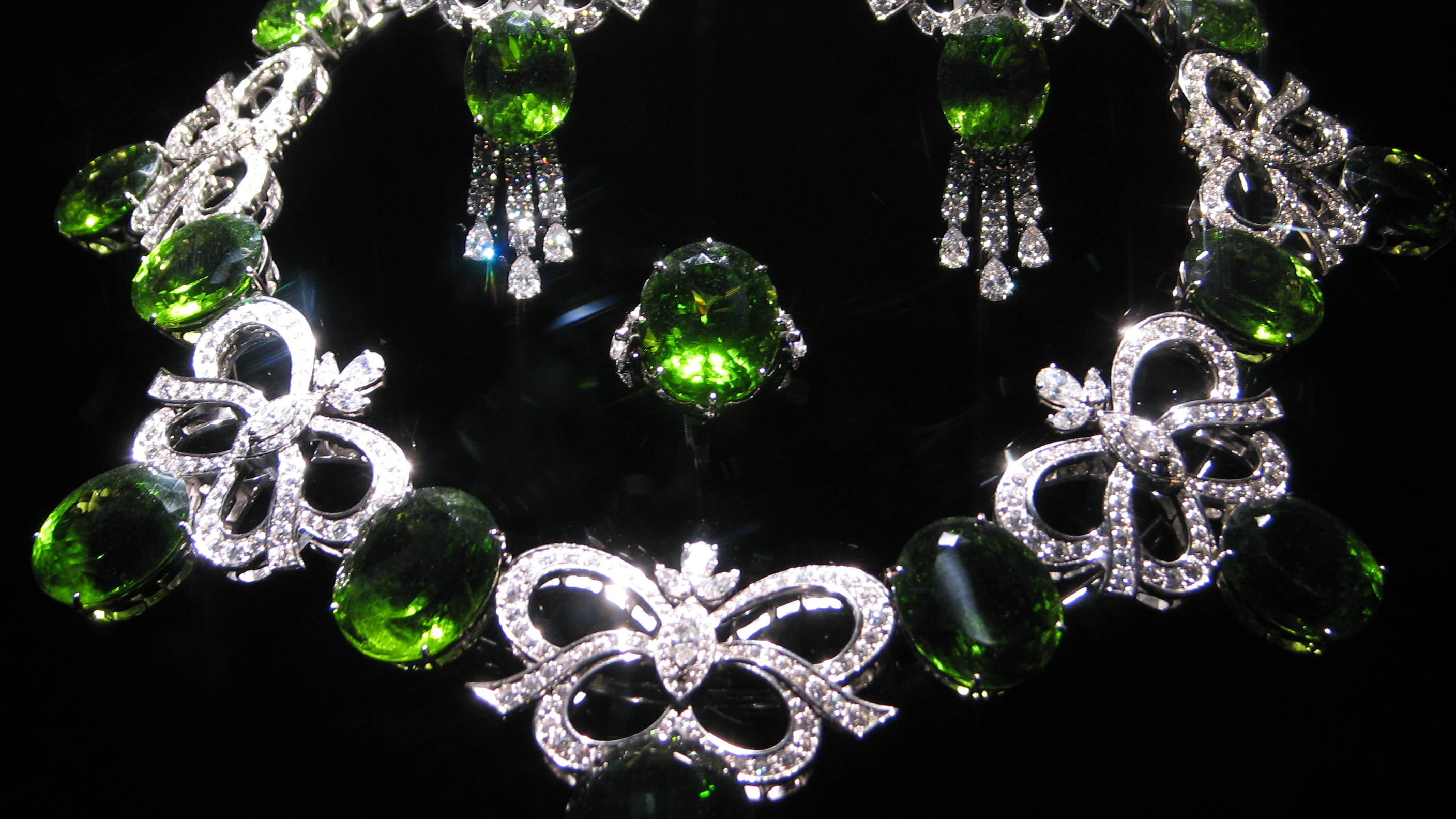
Peridotból készített ékszer.

## Fordítás
- Ez a szócikk részben vagy egészben a Peridot című angol Wikipédia-szócikk fordításán alapul.  Az eredeti cikk szerkesztőit annak laptörténete sorolja fel. Ez a jelzés csupán a megfogalmazás eredetét és a szerzői jogokat jelzi, nem szolgál a cikkben szereplő információk forrásmegjelöléseként.